# Književnost u 1825.
◄◄ | ◄ | 1822. | 1823. | 1824. | 1825.  | 1826. | 1827. | 1828. | ► | ►►
Arhitektura • Astronomija • Biologija • Glazba • Kazalište • Kemija • Kiparstvo • Knjige • Književnost • Kršćanstvo • Meteorologija • Medicina • Politika • Pravo • Promet • Slikarstvo • Šport • Znanost • Željeznički promet
Književnost u 1825.

## Svijet

### Književna djela
- Boris Godunov Aleksandra Sergejeviča Puškina

## Hrvatska i u Hrvata

### Smrti
- 24. svibnja – Matija Petar Katančić, hrvatski pjesnik, estetičar, književni teoretičar, prevoditelj, leksikograf, arheolog, kartograf, povjesničar, geograf i numizmatičar (* 1750.)

## Vanjske poveznice
|  | Zajednički poslužitelj ima još gradiva o temi Književnost u 1825. |